# Ноктурлабіум

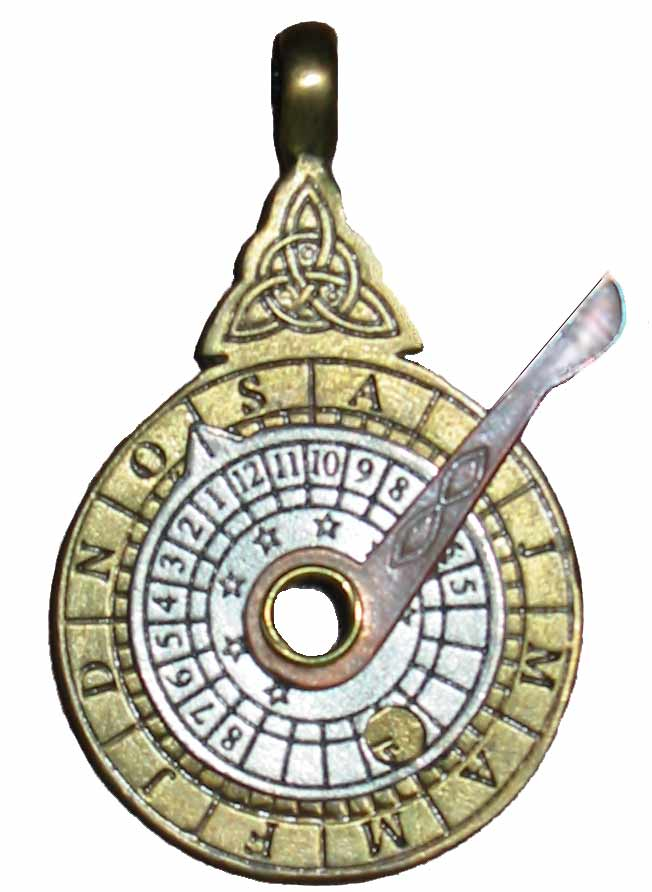
Ноктурлабіум

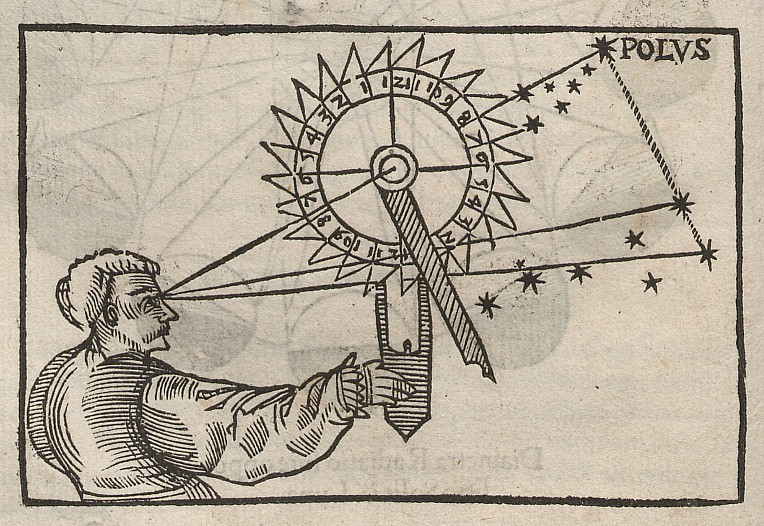
Зображення використання приладу (Петер Апіан)

Ноктурлабіум — прилад, який використовувався для визначення часу в нічну пору через спостереження за положенням приполярних зірок. Походження приладу невідоме, але існують згадки про те, що деякі пастухи та мореплавці вміли визначити час за позицією зірок Великої Ведмедиці, які знаходяться на одній лінії з полярною зіркою.
Один з найперших описів ноктурлабіума міститься в книзі «Мистецтво навігації» (ісп. Arte de Navigar) іспанського космографа Мартіна Кортеса де Альбакара. Також зустрічаються описи та ілюстрації приладу в багатьох працях німецьких астрономів XVI століття, як-от: Себастьяна Мюнстера, Петера Апіана, Йоганна Дряндера. Одним з найбільших популяризаторів приладу був Якоб Кобель (помер 1532 року).
На малюнку по праву руку зображений ноктурлабіум діаметром в 5 см . На зовнішньому крузі нанесені назви місяців, а внутрішній срібний круг у свою чергу містить часову шкалу і вказівник у вигляді маленького трикутника, що наводиться навпроти потрібного місяця (на світлині це початок жовтня). Отвір у середині приладу наводять на полярну зірку і встановлюють важіль-показник так, щоб він показував у напрямку певної приполярної зірки. Таким чином, на срібному крузі  можна визначити годину (на світлині 8:00 вечора).